# Thijs van Hout
Thijs van Hout (Balk, 16 juli 1911 – Koudum, 30 november 1977) was een Nederlands politicus van de CHU.
Hij werd geboren als zoon van Klaas van Hout (1877-1959) en Antje Haga (1878-1962). Na de ulo ging hij in 1928 als volontair werken bij de gemeentesecretarie van Gaasterland waar zijn vader gemeentesecretaris was. In 1930 trad hij als 3e ambtenaar in dienst bij de gemeente Sloten maar anderhalf jaar later ging hij weer werken bij de gemeente Gaasterland. Afgezien van een half jaar dat hij in 1945 werkzaam was voor het Militair Gezag in Sneek, bleef hij tot 1956 ambtenaar bij de gemeente Gaasterland waar hij het bracht tot hoofdcommies. In oktober 1956 werd Van Hout burgemeester van Stavoren wat hij tot zijn pensionering in augustus 1976 zou blijven. Hij overleed ruim een jaar later op 66-jarige leeftijd.
Drie broers van Van Hout werden ook burgemeester: Johannes in Hennaarderadeel (1945), Bauke in Marken (1952) en Henk in Gramsbergen (1958).